# Oltarna pala
Oltarna pala (lat. pala - lopata) je slika ili reljef koji se nalazi iznad oltarne menze. Pale se u crkvenoj umjetnosti pojavljuju u 11. stoljeću. Prve su pale jednostavna oblika, pravokutne. U gotici postaje sve višedjelnija (triptih, poliptih, pokretnih krila i kombinirano), dobiva predelu i rese ju motivi kasnogotičke arhitekture. Renesansno razdobljem vratile su se na jednostavne oblike. Završetci renesansnih pala su polukružne ili ravne. Pale su od mramora, drva i terakote. Ponekad palom nazivamo neke metalne vrste antependija.
U talijanskoj stručnoj literaturi se kod oltarnih pala arhitektornske inkvadrature koristi riječ ancone.

## Vanjske poveznice
- (tal.) Treccani pala

| Portal:Kršćanstvo | Portal: Kršćanstvo |